# یول تپه
یول تپه مربوط به دوران‌های تاریخی پس از اسلام است و در شهرستان قزوین، روستای هزار جلفا واقع شده و این اثر در تاریخ ۱۹ اسفند ۱۳۸۰ با شمارهٔ ثبت ۴۹۸۶ به‌عنوان یکی از آثار ملی ایران به ثبت رسیده است.